# Michif jezik
Michif jezik (ISO 639-3: crg; isto i mitchif), jezik kojim govore neke zajednice Métisa, potomaka Indijanki i francusih trgovaca krznom na sjevernim Velikim prerijama.
Mješavina je prerijskokrijskog i kanadskog francuskog. Danas njime govore uglavnom stariji ljudi (preko 70 godina). 230 u SAD-u (2000 popis). 600 u Kanadi (1998). Métisa ima nekoliko stotina tisuća u Kanadi, u Manitobi, Saskatchewanu, Alberti i SAD-u, u Sjevernoj Dakoti.

## Vanjske poveznice
- [ Ethnologue (14th)]
- [ Ethnologue (15th)]
- The Michif Language